# Madame Pompey
Anne Marie Perrotin, känd som Madame Pompey eller Madame Pompée, född 1744 i Nancy, död 1829 i Saint-Germain-en-Laye, var en fransk modehandlare verksam under Ludvig XVI:s regeringstid. 
Hon drev en modebutik i staden Versailles, där hon levererade varor till drottningen och prinsessorna i kungafamiljen och var som sådan hovleverantör. 
Hon har ibland påståtts vara moster till Madame Eloffe, och för att ha gett sin systerdotter sin butik. I själva verket var hon inte släkt med Eloffe, och hon sålde sin modebutik i Versailles till Jean Charles Eloffe, make till Adélaïde Henriette Damoville (Madame Eloffe).